# 青海省革命委员会
青海省革命委员会是1967年8月至1979年8月间青海省的省级国家行政机关。

## 历任领导

### 前期
- 时间：1967年8月－1977年12月
- 主任：刘贤权（－1977年2月） → 谭启龙（1977年2月－1977年12月）
- 第一副主任：张江霖（－1977年6月）
- 副主任：刘明乾、马集文、王中山、达洛、薛宏福、宋长庚（1970年3月－1977年3月）

### 后期
- 时间：1977年12月－1979年8月
- 主任：谭启龙（1977年12月－1979年4月） → 张国声（1979年4月－1979年8月）
- 副主任：狄子才、薛宏福、冀春光、赵海峰、希候巴、宋林、郑校先、马万里、沈岑、尕布龙、蔡凤兰、张国声（1979年1月－1979年4月）